# Radiació dels dispositius sense fils i salut

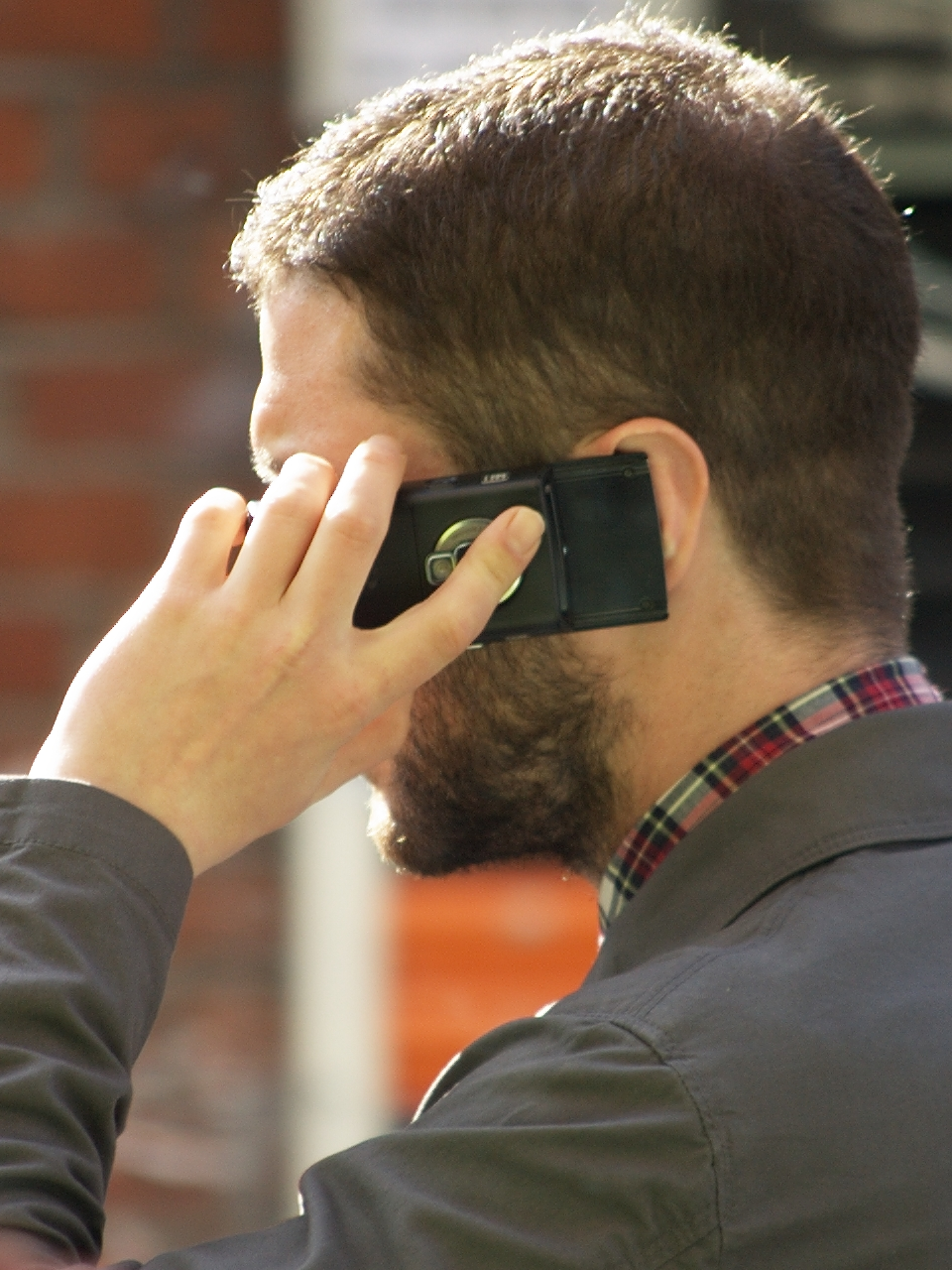
Home parlant mitjançant un telèfon mòbil.

La Radiació dels dispositius sense fils i salut de les antenes contingudes als telèfons mòbils, inclosos els telèfons intel·ligents, emeten radiació de radiofreqüència (RF) ("ones de ràdio" no ionitzants com ara microones); les parts del cap o del cos més properes a l'antena poden absorbir aquesta energia i convertir-la en calor. Des dels anys 90, els científics han estudiat si la radiació omnipresent ara associada a les antenes de telefonia mòbil o a les torres de telefonia mòbil afecta la salut humana. Les xarxes de telefonia mòbil utilitzen diverses bandes de freqüència de radiofreqüència, algunes de les quals coincideixen amb la gamma de microones. Altres sistemes sense fils digitals, com les xarxes de comunicació de dades, produeixen radiacions similars.
En resposta a la preocupació pública, l'Organització Mundial de la Salut va establir el Projecte EMF Internacional el 1996 per avaluar l'evidència científica dels possibles efectes sobre la salut de l'EMF en el rang de freqüències de 0 a 300 GHz. Han afirmat que, tot i que s'ha realitzat una àmplia investigació sobre possibles efectes de l'exposició sobre la salut a moltes parts de l'espectre de freqüències, totes les revisions realitzades fins ara han indicat que, sempre que les exposicions estiguin per sota dels límits recomanats a les directrius del FEM ICNIRP (1998), que cobreixen tot el rang de freqüències entre 0–300 GHz, aquestes exposicions no produeixen cap efecte advers per a la salut conegut. L'any 2011, l'Agència Internacional per a la Recerca sobre el Càncer (IARC), una agència de l'Organització Mundial de la Salut, va classificar la radiació sense fils com a Grup 2B - possiblement cancerígen. Això vol dir que hi podria haver "algun risc" de cancerigen, de manera que cal dur a terme una investigació addicional sobre l'ús pesat de dispositius sense fil a llarg termini. L'OMS afirma que "S'han realitzat un gran nombre d'estudis durant les dues darreres dècades per avaluar si els telèfons mòbils presenten un risc potencial per a la salut. Fins ara, no s'ha establert efectes negatius per a la salut com a causats per l'ús del telèfon mòbil".
Les directrius internacionals sobre nivells d'exposició a EMFs de freqüència de microones com ICNIRP limiten els nivells de potència dels dispositius sense fils i és rar que els dispositius sense fils superin les directrius. Aquestes directrius només tenen en compte els efectes tèrmics, ja que els efectes no tèrmics no han estat demostrats de manera concloent. La posició oficial de l'Agència Britànica de Protecció de la Salut (HPA) és que "[T] aquí no hi ha proves coherents que la WiFi i les WLAN afectin negativament la salut de la població en general", però també que "... és una sensació enfocament de precaució ... per mantenir la situació sota revisió ... ". En una declaració de 2018, la FDA va dir que "els límits de seguretat actuals estan previstos per incloure un marge de seguretat per 50 vegades dels efectes observats de l'exposició d'energia a radiofreqüència".

## Exposició

### Telèfons mòbils
Un telèfon mòbil es connecta a la xarxa telefònica mitjançant ones de ràdio intercanviades amb una antena local i un transceptor automàtic anomenat estació base cel·lular (lloc cel·lular o torre cel·lular). L'àrea de servei que ofereix cada proveïdor està dividida en petites zones geogràfiques anomenades cel·les, i tots els telèfons d'una cel·la es comuniquen amb l'antena d'aquest. Tant el telèfon com la torre disposen de transmissors de ràdio que es comuniquen entre ells. Com que en una xarxa cel·lular es reutilitzen els mateixos canals de ràdio cada poques cèl·lules, les xarxes cel·lulars utilitzen transmissors de baixa potència per evitar que les ones de ràdio d'una cel·lula es vessin i interfereixin amb una cèl·lula propera amb les mateixes freqüències.
Els telèfons mòbils es limiten a una sortida de potència radiada isotròpica (EIRP) equivalent de 3 watts i la xarxa ajusta contínuament el transmissor del telèfon a la potència més baixa en consonància amb una bona qualitat de senyal, reduint-la fins a un mili de vat quan es troba prop de la torre de la cel·la. Els transmissors de canals torre solen tenir una potència EIRP d'uns 50 watts. Fins i tot quan no s'utilitza, tret que estigui desactivat, un telèfon mòbil emet de forma periòdica senyals de ràdio al seu canal de control, per mantenir el contacte amb la torre cel·lular i per a funcions com l'enviament del telèfon a una altra torre si l'usuari passa a una altra. cel·la Quan l'usuari realitza una trucada, el telèfon transmet un senyal en un segon canal que porta la veu de l'usuari. Les xarxes 2G, 3G i 4G existents utilitzen freqüències en UHF o bandes de microones baixes, de 600 MHz a 3,5 GHz. Molts dispositius sense fil domèstics com ara xarxes WiFi, obertors de portes de garatge i monitors per a nadons utilitzen altres freqüències en aquest mateix rang de freqüència.
Les ones de ràdio disminueixen ràpidament en intensitat pel quadrat invers de distància a mesura que s'estenen des d'una antena de transmissió. De manera que el transmissor del telèfon, que es manté a prop de la cara de l'usuari quan parla, és una font d'exposició humana molt més gran que l'emissor torre, que es troba normalment a almenys centenars de metres de l'usuari. Un usuari pot reduir la seva exposició mitjançant un audiòfon i mantenint el telèfon més lluny del seu cos.
Les xarxes mòbils 5G de propera generació, que van començar a implementar-se el 2019, utilitzen freqüències més altes a la banda d'ona del mil·límetre o a prop, entre 24 i 52 GHz. Les ones mil·límetres són absorbides pels gasos atmosfèrics de manera que les xarxes 5G utilitzaran cèl·lules més petites que les xarxes cel·lulars anteriors, aproximadament de la mida d'un bloc de ciutat. En lloc d'una torre de cèl·lules, cada cel·la utilitzarà una sèrie de múltiples antenes petites muntades en edificis existents i pals d'utilitat. En general, les ones mil·límetres penetren menys profundament al teixit biològic que les microones i s'absorbeixen principalment dins del primer centímetre de la superfície del cos.

### Telèfons sense fil
L'HPA també diu que a causa de la capacitat d'adaptació del telèfon mòbil, la radiació d'un telèfon sense fil DECT podria sobrepassar la radiació d'un telèfon mòbil. L'HPA explica que, mentre que la radiació del telèfon sense fil DECT té una potència de sortida mitjana de 10 mW, en realitat és en forma de 100 ràfegues per segon de 250 mW, una potència comparable a alguns telèfons mòbils.

### Xarxa sense fils
La majoria dels equips de LAN sense fil estan dissenyats per funcionar amb estàndards predefinits. Els punts d'accés sense fils també solen estar a prop de les persones, però l'abandonament del poder sobre la distància és ràpid, seguint la llei del quadrat invers. Tanmateix, els ordinadors portàtils sense fil s'utilitzen generalment a prop de la gent. La connexió WiFi havia estat anecdòticament vinculada a la hipersensibilitat electromagnètica, però la investigació sobre la hipersensibilitat electromagnètica no ha trobat cap evidència sistemàtica que doni suport a les afirmacions fetes pels pacients.
Els usuaris de dispositius de xarxa sense fils solen estar exposats durant períodes molt més llargs que per als telèfons mòbils i la força dels dispositius sense fil no és significativament menor. Mentre que un telèfon del sistema de telecomunicacions mòbils universals (UMTS) pot variar des de 21 dBm (125 mW) per a la classe de potència de 4 a 33 dBm (2W) per a la classe 1 de potència, un encaminador sense fils pot variar des d'una potència típica de 15 dBm (30 mW) fins 27 dBm (500 mW) a la part alta.
Tanmateix, els encaminadors sense fils es localitzen generalment més lluny dels capçals dels usuaris que un telèfon que l'usuari manipula, resultant en una exposició molt menor. L'Agència de Protecció de la Salut (HPA) diu que si una persona passa un any en un lloc amb un punt calent WiFi, rebrà la mateixa dosi d'ones de ràdio que si haguessin fet una trucada de 20 minuts en un telèfon mòbil.
La posició de l'HPA és que "les exposicions de radiofreqüència (RF) de WiFi són probablement inferiors a les dels telèfons mòbils". També va veure "... cap raó per la qual les escoles i altres no haurien d'utilitzar equips WiFi." A l'octubre de 2007, l'HPA va llançar un nou estudi "sistemàtic" sobre els efectes de les xarxes WiFi en nom del govern del Regne Unit, a per calmar les pors que havien aparegut als mitjans de comunicació en un període recent fins aquest moment ". Michael Clark, de l'HPA, assegura que les investigacions publicades sobre telèfons mòbils i pals no s'aconsegueixen a una acusació de WiFi.

## Efectes estudiats

### Barrera hematoencefàlica
Una revisió del 2010 va afirmar que "El balanç de l'evidència experimental no admet l'efecte dels camps de freqüència de ràdio 'no tèrmics' sobre la permeabilitat de la barrera hematoencefàlica, però va assenyalar que la investigació sobre efectes i freqüències de baixa freqüència en humans era escassa. Un estudi del 2012 sobre radiacions de baixa freqüència sobre humans no va trobar "cap evidència d'efectes aguts de la radiació de telefonia mòbil a curt termini sobre el flux de sang cerebral".

### Càncer
L'any 1980, la Comissió de Servei Públic de l'Estat de Nova York va encarregar al Dr. David Savitz que estudiés els efectes produits pels camps electromagnètics dels cables normals. 5 anys i mig milió de dòlars més tard, el Dr. Savitz va concloure que almenys un 20% dels càncers en nens de les zones estudiades, es devien a la exposició de camps de 3 miligauss dels cables elèctrics. El seu estudi va demostrar que aquests camps no només afavoreixen el càncer, sinó que també inhibeixen la producció d'importants neurohormones del cervell, trastornant el comportament i minant la capacitat d'aprenentatge. En un radi de 15 metres al voltant dels cables elèctrics estàndard als EUA, el camp magnètic és d'una potència de 100 miligauss (més de 30 cops la magnitud de cables que el Dr. Savitz va associar amb el càncer infantil. La Comissió de Servei Públic va declarar segur un camp magnètic de fins a 100 miligauss, al·legant que el públic ja havia acceptat aquest risc per la salut.
L'Institut Nacional del Càncer dels Estats Units assenyala que "l'energia de radiofreqüència, a diferència de la radiació ionitzant, no produeix danys a l'ADN que pot provocar càncer. El seu únic efecte biològic observat constantment en humans és l'escalfament de teixits. En estudis sobre animals no s'ha trobat que causar càncer o millorar els efectes cancerígens coneguts dels cancerígens químics ". La majoria dels estudis humans no han pogut trobar un vincle entre l'ús del telèfon mòbil i el càncer. El 2011, l'IARC, grup de treball de l'Organització Mundial de la Salut, va classificar l'ús del telèfon mòbil com a “possiblement cancerigen per a l'ésser humà”. L'IARC va resumir la seva conclusió amb: "L'evidència epidemiològica humana es va barrejar. Diversos petits estudis de control inicial de casos es van considerar que eren en gran manera poc informatius. Un gran estudi de cohort no va mostrar un augment del risc de tumors rellevants, però mancava informació sobre el nivell de l'ús del telèfon mòbil i hi ha diverses fonts potencials de classificació errònia de l'exposició. La major part de les proves provenien d'informes de l'estudi INTERPHONE, un estudi internacional molt gran i multicèntric –control de casos i un gran estudi de control de casos de Suècia sobre gliomes i meningiomes del cervell i neuromes acústics Si bé afectats pel biaix de selecció i el biaix d'informació en diversos graus, aquests estudis van mostrar una associació entre glioma i neuroma acústic i l'ús del telèfon mòbil; específicament en persones amb major ús acumulatiu de telèfons mòbils, en persones que havien utilitzat telèfons mòbils al mateix costat del cap que el que va desenvolupar el seu tumor i en persones que tenien un tumor lòbul temporal del cervell (la zona del cervell que està més exposada a la radiació RF quan s'utilitza un telèfon sense fil a l'orella) " El CDC afirma que cap evidència científica respon definitivament si l'ús del telèfon mòbil causa càncer.
En una declaració de 2018, l'Administració dels Aliments i Drogues dels Estats Units va dir que "els límits de seguretat actuals estan previstos per incloure un marge de seguretat per 50 vegades dels efectes observats de l'exposició energètica a la radiofreqüència".
L'1 de novembre de 2018, el Programa Nacional de Toxicologia dels Estats Units va publicar la versió final (després de la revisió entre pares que es va realitzar fins al març del 2018) del seu estudi "amb gran expectació" amb rates i ratolins, realitzat durant uns deu anys. Aquest informe conclou després de la revisió amb una declaració actualitzada que "hi ha evidències clares que les rates masculines exposades a alts nivells de radiació de radiofreqüència (RFR) com la que s'utilitzava en telèfons mòbils 2G i 3G van desenvolupar tumors de càncer cancerígens ... També hi havia Algunes evidències de tumors al cervell i a la glàndula suprarenal de rates masculines exposades. Per a rates femenines i ratolins masculins i femenins, l'evidència era equívoca de si s'associaven càncers observats amb l'exposició a RFR ".
Una anàlisi precoç dels resultats preliminars publicats pel Programa Nacional de Toxicologia havia indicat que per qüestions com l'aparició inconsistent de "senyals per danys" dins i entre espècies i la major possibilitat de falsos positius a causa de la multiplicitat de les proves, els resultats positius. més aviat és degut a l'atzar. Els resultats complets de l'estudi es van publicar per a la revisió entre iguals al febrer de 2018.

### Infertilitat masculina
S'ha observat un descens de la qualitat de l'esperma masculí durant diverses dècades. Els estudis sobre l'impacte de la radiació mòbil en la fertilitat masculina són conflictius, i els efectes de la radiació electromagnètica de radiofreqüència (RF-EMR) emesa per aquests dispositius en els sistemes reproductors estan actualment en debat actiu. Una revisió del 2012 va concloure que "conjuntament, els resultats d'aquests estudis han demostrat que la RF-EMR disminueix el recompte d'espermatozoides i la motilitat i augmenta l'estrès oxidatiu". Un estudi realitzat el 2017 sobre 153 homes que van assistir a una clínica acadèmica de fertilitat a Boston, Massachusetts, va comprovar que l'ús de telèfons mòbils autoreal·lats no estava relacionat amb la qualitat del semen i que portar un telèfon mòbil a la butxaca dels pantalons no estava relacionat amb la qualitat del semen.

### Hipersensibilitat electromagnètica
Alguns usuaris de telèfons mòbils i dispositius similars han denunciat sentir diversos símptomes no específics durant i després de l'ús. Els estudis no han pogut vincular cap d'aquests símptomes a l'exposició electromagnètica. A més, l'EHS no és un diagnòstic mèdic reconegut.

### Metabolisme de la glucosa
Segons l'Institut Nacional del Càncer, dos petits estudis que exploraven si la radiació del telèfon mòbil afecta el metabolisme de la glucosa en el cervell van mostrar resultats incoherents.

### Efectes sobre els nens
Un informe de l'Agència de Protecció contra la Radiació i Seguretat Nuclear del Govern d'Austràlia (ARPANSA) del juny de 2017 va assenyalar que:
L'agenda de recerca de l'OMS del 2010 va identificar la manca d'evidències suficients relacionades amb els nens i encara és així. ... atès que cap estudi prospectiu a llarg termini ha estudiat aquesta qüestió fins avui, aquesta necessitat de recerca segueix sent una prioritat elevada. En particular, pel càncer, només un estudi completat sobre control de casos que ha implicat quatre països europeus ha investigat l'ús del telèfon mòbil entre nens i adolescents i el risc de tumor cerebral; que no mostra cap associació entre els dos (Aydin et al. 2011). ... Tenint en compte aquesta poca informació sobre nens que utilitzen telèfons mòbils i càncer ... es necessiten més estudis epidemiològics.

## Normes de seguretat i llicències
Per protegir la població que viu al voltant de les estacions base i els usuaris de telèfons mòbils, els governs i els organismes reguladors adopten normes de seguretat, que es tradueixen en límits d'exposició per sota d'un determinat valor. Hi ha moltes normes nacionals i internacionals proposades, però la de la Comissió Internacional de Protecció contra les Radiacions No Ionitzants (ICNIRP) és la més respectada i ha estat adoptada fins ara per més de 80 països. Per a les emissores de ràdio, l'ICNIRP proposa dos nivells de seguretat: un d'exposició laboral, un altre de població general. Actualment, hi ha esforços per harmonitzar els diferents estàndards existents.
Els procediments de llicència de bases de ràdio s'han establert a la majoria d'espais urbans regulats a nivell municipal / comarcal, provincial / estatal o nacional. Els proveïdors de serveis de telefonia mòbil tenen, en moltes regions, l'obtenció de llicències de construcció, proporcionen la certificació dels nivells d'emissió d'antenes i asseguren el compliment de les normes ICNIRP i / o d'altres legislació ambiental.
Molts organismes governamentals també requereixen que les empreses de telecomunicacions competidores intentin compartir les torres de manera que disminueixi l'impacte estètic i ambiental. Aquesta qüestió és un factor influent de rebuig a la instal·lació de noves antenes i torres a les comunitats.

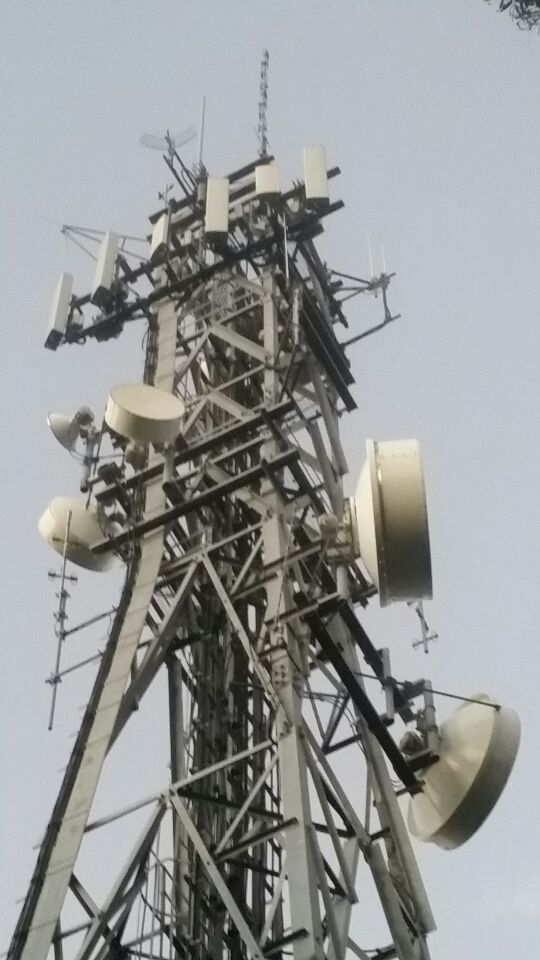
Telèfon mòbil i torre d'antena UHF amb múltiples antenes

Els estàndards de seguretat als Estats Units són establerts per la Comissió Federal de Comunicacions (FCC). La FCC ha basat els seus estàndards principalment en aquells estàndards establerts pel Consell Nacional de Protecció i Mesures de Radiació (NCRP), una organització científica organitzada al Congrés a la zona del WDC i l'Institut d'Enginyers Elèctrics i Electrònics (IEEE), concretament el Subcomitè 4 de la "Comitè Internacional de Seguretat Electromagnètica".
Suïssa ha establert límits de seguretat inferiors als límits de l'ICNIRP per a algunes “zones sensibles” (per exemple, aules).
El març de 2020, per primera vegada des de 1998, ICNIRP va actualitzar les seves directrius per a exposicions a freqüències superiors a 6 Ghz, incloses les freqüències utilitzades per a 5G que superen els 6 Ghz. La Comissió va afegir una restricció als nivells d'exposició acceptables a tot el cos, va afegir una restricció als nivells acceptables per a exposicions breus a petites regions del cos i va reduir la quantitat màxima d'exposició permesa sobre una petita regió del cos.

## Precaucions

### Principi de precaució
El 2000, l'Organització Mundial de la Salut (OMS) va recomanar que el principi de precaució es pogués adoptar voluntàriament en aquest cas. Segueix les recomanacions de la Comunitat Europea sobre riscos ambientals.
Segons l'OMS, el "principi de precaució" és "una política de gestió del risc aplicada en circumstàncies amb un alt grau d'incertesa científica, que reflecteix la necessitat de prendre mesures per a un risc potencialment greu sense esperar els resultats de la investigació científica". Altres enfocaments menys estrictes recomanats són el principi d'evitació prudent i tan baix com raonablement és possible. Tot i que totes aquestes són problemàtiques d'aplicació, a causa de l'ús generalitzat i la importància econòmica dels sistemes de telecomunicacions sense fils en la civilització moderna, hi ha una popularitat més gran d'aquestes mesures en el públic general, tot i que també s'evidencia que aquests enfocaments poden augmentar la preocupació. Inclouen recomanacions com la minimització de l'ús, la limitació d'ús per part de la població en situació de risc (per exemple, nens), l'adopció de telèfons i microcèl·lules amb uns nivells de radiació tan raonables com sigui possible, l'ús més ampli de mans lliures i auriculars. tecnologies com els auriculars Bluetooth, l'adopció d'estàndards màxims d'exposició, la intensitat del camp de radiofreqüència i la distància de les antenes de les estacions base de les habitacions humanes, etc. En general, la informació pública continua sent un repte, ja que s'evoca diverses conseqüències sobre la salut a la salut. literatura i mitjans de comunicació, sotmetent a les poblacions a una exposició crònica a informació potencialment preocupant.

### Mesures de precaució i consells sobre salut
El maig de 2011, l'Agència Internacional per a la Recerca sobre el Càncer de l'Organització Mundial de la Salut va anunciar que classificava els camps electromagnètics dels telèfons mòbils i altres fonts com a "possiblement cancerígenes per als humans" i va aconsellar al públic que adopti mesures de seguretat per reduir l'exposició, com l'ús de les mans. dispositius gratuïts o missatges de text. Algunes autoritats d'assessorament contra la radiació nacional, incloses les d'Àustria, França, Alemanya, i Suècia, han recomanat mesures per minimitzar l'exposició als seus ciutadans. Exemples de les recomanacions són:
- Utilitzeu les mans lliures per disminuir la radiació al cap.
- Manteniu el telèfon mòbil lluny del cos.
- No utilitzeu telèfon en un cotxe sense antena externa.

L'ús de "mans lliures" no va ser recomanat per la British Consumers 'Association en un comunicat el novembre del 2000, ja que creien que augmentava l'exposició. No obstant això, les mesures per al (llavors) Departament de Comerç i Indústria del Regne Unit. i d'altres per a l'Agence française de sécurité sanitaire environnementale [fr] van mostrar reduccions substancials. El 2005, la professora Lawrie Challis i altres van dir que el fet de tallar una bola de ferrita en kits de mans lliures impedeix que les ones de ràdio vagin cap al fil i al cap.
Diverses nacions han aconsellat l'ús moderat dels telèfons mòbils per a nens. Una revista de Gandhi et al. el 2006 afirma que els nens reben nivells més alts de taxa d'absorció específica (SAR). Quan es comparen els nens de cinc i deu anys amb els adults, reben nivells SAR més propers al 153%. A més, a mesura que el cervell disminueix a mesura que envelleix i augmenta el volum relatiu del cervell creixent exposat en nens, la radiació penetra molt més enllà del centre del cervell.

### Productes falsos
S'han anunciat productes que reclamen protegir les persones contra la radiació EM des dels telèfons mòbils; als Estats Units, la Comissió Federal de Comerç va publicar un advertiment que "els artistes estafadors segueixen els titulars per promoure productes que parlen de notícies i preses de persones interessades".
Segons la FTC, "no hi ha proves científiques que els anomenats escuts redueixen significativament l'exposició a les emissions electromagnètiques. Els productes que bloquegen només l'auricular -o una altra petita part del telèfon- són totalment ineficaços perquè tot el telèfon emet ones electromagnètiques". Aquests escuts "poden interferir amb el senyal del telèfon, provocar que tingui encara més poder per comunicar-se amb l'estació base i possiblement emeti més radiació." La FTC ha aplicat reclamacions publicitàries falses contra empreses que venen aquests productes.